# Shibusawa Keizō

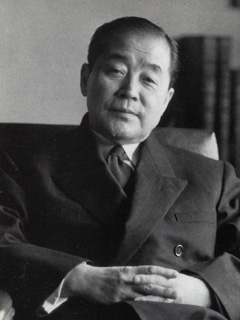
Shibusawa Keizō

Shibusawa Keizō (japanisch 渋沢 敬三, Kyūjitai: 澁澤 敬三; * 25. August 1896; † 25. Oktober 1963 in Kumamoto, Präfektur Kumamoto) war ein Mäzen der Volkskundeforschung in Japan und Finanzminister im Kabinett Shidehara.

## Biographie
Shibusawa Keizô ist der Enkel von Shibusawa Eiichi, einem reichen Bankier und Philanthropen. Er wurde bekannt als Mäzen der Volkskunde in Japan.
Schon in seiner Jugend interessierte sich Shibusawa für Ethnologie. Er studierte Volkskunde und Biologie. Mit seiner Sammlung aus Jugendtagen, Souvenirs, Zeitungsartikeln und Fossilien gründete er 1921 den Kunst- und Wissenschaftsclub, der Attic Museum genannt wurde. Von da an begann er ernsthaft volkskundliche Artikel zu sammeln und später kamen auch Gegenstände hinzu. Später wurde das Attic Museum umbenannt in „Institut für Volkskundeforschung“. Es wurde damit der Prototyp des Nationalmuseums für Ethnologie, das 1974 gegründet wurde. Von 1922 bis 1925 lebte er in London. Er nannte sich selbst in seinen Schriften Saigyodō.
Ein sehr wichtiger Einschnitt und Bruch in Shibusawas Leben waren die ersten 1930er Jahre, insbesondere 1931, als zunächst sein Großvater Shibusawa Eiichi und im folgenden Jahr 1932 dessen verstoßener Sohn und Keizōs Vater, Tokuji, verstarben. Der inzwischen in den Vorstand der Daiichi ginkō (Vorläufer der heutigen Mizuho Corporate Bank) berufene Keizō konnte der schweren Bürde und Verantwortung gegenüber den Unternehmerpflichten als Familienoberhaupt nicht mehr standhalten und erlaubte sich zwischen Januar und Mai 1932 eine Kur auf der Halbinsel Izu südlich der Hauptstadt. Während des Kuraufenthaltes begeisterte er sich für historische Quellen, die er vor Ort vorfand, rund 2700 Dokumente aus dem Zeitraum von der Eishō-Ära (1504–1521) bis zur Meiji-Zeit (1868–1911). Aus diesen Studien entstand die vierbändige Zushū Uchiura gyomin shiryō (豆州内浦漁民史料 „Historische Quellen zum Fischervolk von Uchiura auf der Halbinsel Izu“), die im Jahre 1940 mit dem renommierten Nihon nōgyōshō (日本農業賞 „Japanischer Landwirtschaftspreis“) ausgezeichnet wurden.
1944 war er Leiter der Bank von Japan, dann Finanzminister Japans im ersten Nachkriegskabinett unter Premierminister Shidehara Kijūrō. Als Finanzminister leitete er z. B. die Zerschlagung der Zaibatsu ein, wobei er vorbildlich mit der eigenen Familie begann. Gleichzeitig war er Vorstand der Japanischen Volkskundegesellschaft und der Anthropologischen Vereinigung Japans. Er hat die Entwicklung ethnologischer Studien vorangetrieben. Er bekam später Berufsverbot und war Mitglied in 30 Aufsichtsräten.
Er förderte die Archäologie und Biologie (Primatenforschung), speziell Oka Masao, Chie Nakane und Amino Yoshihiko.
Durch die Zaibatsu und die Landreformen hat er viel Geld verloren, dennoch förderte er weiterhin die Ausbildung von Volkskundlern im Attic Museum und machte der „Japanese Society of Ethnology“ Geldgeschenke.
Shibusawa Keizō verstarb am 25. Oktober 1963 nach langem Leiden an Diabetes und Nierenversagen in Kumamoto. Sein weiter Blick aber überdauerte die zahlreichen Kondolenz- und Memoirenbände, die nach seinem Ableben erschienen.

## Nachweise
- Asahi Jinbutsu Jiten (Asahi Biographisches Wörterbuch) (Asahi Shinbun)
- Zusetsu: Taisho Showa kurashi no hakubutushi - Minzokugaku no chichi, Shibusawa Keizo über das Attic Museum
- History of Life in Taisho and Showa: The Father of Folklore, Keizo Shibusawa and the Attic Museum (Kawade Shobo Shinsha)

## Werke von Shibusawa
- Shibusawa, Keizō (1933): Saigyodō zatsuroku [Diverse Aufzeichnungen]. Tōkyō: Kyōdo kenkyū-sha.
- Shibusawa, Keizō (1936): Nihon minzoku to gyogyō [Das japanische Volk und die Fischerei]. Tōkyō: Ryūmon-sha.
- Shibusawa, Keizō (1938): Saigyodō shooku tosho mokuroku [Verzeichnis der privaten Bibliothek]. Zwei Bände. Tōkyō: Attic Museum.
- Shibusawa, Keizō (1942): Nihon gyomei shūran [Verzeichnis der Fischnamen Japans] (= Attic Museum ihō, 52). Band 1. Tōkyō: Attic Museum.
- Shibusawa, Keizō (1943): Gyomei ni kansuru jakkan no kōsatsu [Einige, winzige Überlegungen zu Fischnamen] (= Nihon jōmin bunka kenkyū-sho ihō, 59(3) [Mitteilungen des NJBKS, 59(3)]). Tōkyō: Nihon jōminbunka kenkyū-sho.
- Shibusawa, Keizō (1944): Nihon gyomei shūran [Verzeichnis der Fischnamen Japans] (= Attic Museum ihō, 58). Band 2. Tōkyō: Attic Museum.
- Shibusawa, Keizō (1954): Saigyodō zakkō [Diverse Gedanken des Saigyodō (= Shibusawa Keizō)]. Tōkyō: Oka shoin.
- Shibusawa, Keizō (1959): Nihon gyomei no kenkyū [Fischnamen Japans]. Tōkyō: Kadokawa shoten.
- Shibusawa, Keizō (1961): Kenpo tōbō-roku [Aufzeichnungen eines streunenden Hundes, der gegen Stöcke stößt]. Ursprl. Teil von Saigyodō zakkō, 1954. 1961: Kadokawa shoten.
- Shibusawa, Keizō (1962): Nihon chōgyo gijutsu shōkō [Überlegungen zu den Techniken des Angelfischens in Japan]. Tōkyō: Kadokawa shoten.

## Ähnliche Publikationen
- Sano, Shinichi (1996): Tabi suru kyojin: Shibusawa Keizō to Miyamoto Tsuneichi (Reisende Giganten: Shibusawa Keizō und Miyamoto Tsuneichi). Tōkyō: Bungei shunju.
- Miyamoto, Tsuneichi (1978): Shibusawa Keizō: Minzokugaku no soshikisha (Shibusawa Keizō: Begründer der Minzokugaku (Ethnologie)) (= Nihon minzoku bunka taikei, 3 [Sammlung zur Volkskultur Japans, 3]). Tōkyō: Kōdansha.
- Sano, Shinichi (1998): Shibusawa-ke san-dai (Drei Generationen der Familie Shibusawa) (= Bungei shinsho, 15). Tōkyō: Bungei shunju.
- Shibusawa, Masahide (1966): Chichi, Shibusawa Keizō [Mein Vater: Shibusawa Keizō]. Tōkyō: Jitsugyō no Nihon-sha.
- Wilhelm, Johannes Harumi (2009): Ressourcenmanagement in der japanischen Küstenfischerei. Dissertation, Rheinische Friedrich-Wilhelms-Universität Bonn, Philosophische Fakultät. Norderstedt: BoD. (Kapitel 2.1.2.2., inkl. umfangreiche Bibliographie zum volkskundlichen Schaffen Shibusawas)
- Yamaguchi, Kazuo (1992): Shibusawa Keizō, hito to shigoto. Senzen o chūshin ni (Shibusawa Keizō: Person und Schaffen, insbesondere während der Vorkriegszeit). In: Amino, Yoshihiko, Shibusawa Masahide, Ninohei Tokuo, Hayami Akira, Yamaguchi Kazuo and Yamaguchi Tetsu (eds.): Shibusawa Keizō chosaku-shū, 1 (Gesammelte Werke von Shibusawa Keizō, Band 1). Tōkyō: Heibon-sha. pp. 623–644.